# Jack Lawrence
Jack Lawrence, född Jacob Louis Schwartz 7 april 1912 i Brooklyn, New York, död 15 mars 2009 i Redding, Connecticut, var en amerikansk kompositör, sångtextförfattare och sångare.

## Fotnoter
1. 1 2  SNAC, SNAC Ark-ID: w6f78vfg, läs online, läst: 9 oktober 2017.[källa från Wikidata]
2. ↑  Internet Broadway Database, Internet Broadway Database person-ID: 12029, läst: 9 oktober 2017.[källa från Wikidata]
3. ↑  läs online, militarymusic.com  .[källa från Wikidata]